# I Sansoni
I Sansoni sono un duo comico italiano composto da Fabrizio Sansone (Palermo, 17 settembre 1992) e Federico Sansone (Palermo, 30 agosto 1994), formatosi nel 2015.

## Biografia
I fratelli Fabrizio e Federico Sansone formano un duo comico nel 2015. Il loro esordio televisivo avviene nel 2017, quando compaiono in un episodio di Tiki Taka, per poi passare alla conduzione di Paperissima Sprint insieme a Maddalena Corvaglia e il Gabibbo. Nel 2019 conducono la rubrica TOP 5 di Ciao Darwin e, nello stesso anno, si esibiscono alla finale del Festival di Castrocaro. Nel 2025 sono protagonisti del loro primo film intitolato E poi si vede.

## Filmografia

### Cinema
- La fuitina sbagliata, regia di Mimmo Esposito (2018)
- E poi si vede, regia di Giovanni Calvaruso (2025)

### Televisione
- Tiki Taka - La repubblica del pallone – programma TV , Episodio 5x02 Italia 1 (2017)
- Paperissima Sprint – programma TV Canale 5 (2018)
- Festival di Castrocaro – programma TV Rai 2 (2019)
- Avanti un altro! Pure di sera - programma TV, Episodio 5x02 Canale 5 (2021)
- Striscia la notizia – programma TV, 36 episodi Canale 5 (2022-2023)
- Ogni mattina – programma TV TV8 (2023)
- PrimaFestival – programma TV, 8 episodi Rai 1 (2025)

## Teatrografia
- Fratelli, ma non troppo!, regia di Ernesto Maria Ponte (2018)
- Sogno a tempo determinato, regia di Giovanni Calvaruso (2023)